# Hibiscadelphus giffardianus
Hibiscadelphus giffardianus é uma espécie de angiospérmica da família das Malvaceae.
Apenas pode ser encontrada no seguinte país: Estados Unidos.
Está ameaçada por perda de habitat.